# Вулиця Глибока (Тернопіль)
Вулиця Глибока — вулиця в житловому масиві «Східний» міста Тернополя.

## Відомості
Розпочинається від вулиці Татарської, з незначними поворотами пролягає на схід до вулиці Андрія Чайковського, де і закінчується. На вулиці розташовані приватні будинки, є декілька багатоповерхівок.

## Дотичні вулиці
Лівобічні: Глиняна, Академіка Станіслава Дністрянського, Нова, Івана Пулюя
Правобічні: Польова, Андрія Малишка, Новосонячна

## Транспорт
На вулиці є зупинка громадського транспорту, до якої курсує автобусний маршрут №12.